# Giulio Zeppieri
Giulio Zeppieri (født 7. december 2001 i Rom, Italien) er en professionel tennisspiller fra Italien.